# Diken
Diken ist eine türkische Internet-Zeitung. Auch wenn der Herausgeber betont, dass Journalisten prinzipiell zu jeder Regierung kritische Distanz halten sollen, wird Diken zu den Medien gezählt, die in besonderer Opposition zum türkischen Staatspräsidenten Recep Tayyip Erdoğan und der regierenden Partei für Gerechtigkeit und Aufschwung (AKP) stehen. Als solche wird sie auch in ausländischen Medien zitiert.

## Geschichte
Diken („Stachel“) wurde im Januar 2014 von Harun Simavi, einem Ur-Enkel des Verlegers und Hürriyet-Gründers Sedat Simavi, gegründet. Zu den in der Türkei bekannten Autoren gehören Amberin Zaman, Hayko Bağdat, Mehveş Evin, Levent Gültekin, Mustafa Dağıstanlı und Umut Özkırımlı.
Im Februar 2016 löschte Facebook ohne Angabe von Gründen einen bei Diken erschienenen Kommentar des türkisch-armenischen Autors Hayko Bağdat zu den Kämpfen zwischen türkischen Sicherheitskräften und militanten Anhängern der verbotenen PKK in der Kleinstadt Cizre.
Im September 2016 deckte Diken-Redakteur Tunca Öğreten die Verwicklung von Berat Albayrak, Energieminister und Erdoğans Schwiegersohn, in womöglich illegale Ölgeschäfte im Nordirak auf. Grundlage waren Albayraks E-Mails, die die Hackergruppe RedHack einigen Medien zugespielt hatte.
Im November 2016 berichtete die Journalistin Amberin Zaman, dass ein gewisser Mehmet Ali Yalçındağ zum außenpolitischen Netzwerk von US-Präsident Donald Trump gehöre. Yalçındağ ist der Schwiegersohn des türkischen Verlegers Aydın Doğan; aus den geleakten Mails war hervorgegangen, dass Yalçındağ versucht hatte, die Berichterstattung der Medien der Doğan-Gruppe zugunsten der AKP-Regierung zu beeinflussen. Nach Bekanntwerden dieser Mails musste er seinen Posten als Vorstandsmitglied bei Doğan aufgeben. Internationale Medien griffen unter Berufung auf Diken die Nähe zwischen Trump und Yalçındağ auf. Amberin Zaman, zeitweise Türkei-Korrespondentin des Economist, wurde wenig später die türkische Akkreditierung entzogen.
Am 25. Dezember wurde Diken-Redakteur Öğreten mit fünf weiteren Journalisten von verschiedenen türkischen Medien im Zusammenhang mit Ermittlungen gegen RedHack festgenommen. Gegen drei, darunter auch Öğreten, wurde am 17. Januar 2017 wegen des Verdachts auf Mitgliedschaft in einer Terrororganisation Untersuchungshaft verfügt.

## Trivia
Auf die steigende Zahl von Beleidigungsklagen von Präsident Erdoğan reagierte Diken im Herbst 2015 mit einer eigenen Rubrik „Erdogan-Beleidigung des Tages“, unter der neue Klagen und Urteile zum Thema vermeldet werden. Manchmal erscheinen am selben Tag mehrere Folgen dieser Rubrik.
Gegen Abend jedes Tages erscheint eine Art digitale Titelseite, die gestaltet ist wie die Titelseite eines gedruckten Magazins.